# 葉盛章
葉盛章（1912年12月7日—1966年8月31日），字耀如，安徽太湖人，生于北京，中國京劇演員、教育家，工行，文武雙全（武戲和文戲都能做），尤擅武丑。

## 早期经历
父親葉春善在富連成科班教戲，二哥葉蔭章是京劇鼓師；弟葉盛蘭工小生，小弟葉盛長工老生。
7岁入朱幼芬之福清社学习净角，三年后该社解散，转入富连成社小西科，初习武生，后改文武丑。富連成科班盛字科，師承蕭長華總教習，后拜師王長林先生。
出科后留班任教習，教丑行表演藝術和武工，譚元壽等許多師弟的武工就是他教的，还教過艾世菊等很多師弟。1947年应邀与武生名角盖叫天演出《三岔口》。1948年科班解散后组班“全新社”，首开武丑挑大梁的先河。

## 建国后
中華人民共和國成立后，成为國家演員，在他的勸說下两个弟弟也做了國家演員。1950年与李少春、袁世海共组“新中国实验京剧团”。后参加中国京剧院三团，排演了《东方朔偷桃》《程咬金招亲》等，移植了川剧《秋江》，并参加了现代戏《洪湖赤卫队》《安源大罢工》的演出。常演剧目还包括《巧连环》《酒丐》《雁翎甲》《盗银壶》《三岔口》《徐良出世》《问樵》《打鱼杀家》《打瓜园》《祥梅寺》《八大拿》等传统戏，《安天会》《水帘洞》等“猴戏”（即以孙悟空为主角的剧目），《花子判断》《白莲寺》等冷门戏。
1952年，第一届全国戏曲观摩演出，以新编历史剧《宋景诗》中的侯锦春一角，获演员一等奖 。 1953年，随中国京剧院代表团参加罗马尼亚世界青年與學生聯歡節，以《秋江》一剧获得金质奖章。
1964年，調北京市戲曲學校（今北京戏曲艺术职业学院）任教，培養了張春華、谷春章、侯正仁等众多學生。

## 文革时期
1966年5月，文化大革命爆发，文化界众多知名人士遭到迫害和冲击。8月21日，叶盛章居住的龙潭湖（文革时期改名为红湖）公用局楼房出现了针对他的大字报，指其出卖私房、挤占劳动人民住房、多吃多占、雇佣保姆。为求自保，叶盛章连忙命独子叶钧（中国京剧院武生演员，时年23岁）找出卖房款存折，亲自交到戏校，在戏校又看到教务主任张玉禅（京剧武生表演艺术家）被批斗，更觉不妙。随后，又有人贴出“勒令”的大字报，限叶家24小时内滚出红湖。叶盛章苦苦哀求，获准从一单元搬至二单元。22日清晨，叶盛章出门上班，一群带红袖章的造反派闯入叶家，命叶盛章之妻金如珍打开家中箱子进行检查，金如珍说钥匙不在家中。当天下午，叶盛章被从戏校押回家中，开箱检查。当晚，又有人贴出大字报，污蔑叶盛章私藏枪支，叶一家三口被戏校和街道的造反派，以及家住附近的部分红卫兵在楼间空地批斗至深夜。
23日清晨，叶家被抄家，一家三口被驱逐至崇文门外珠营胡同一处狭小的平房，仅被允许携带少量生活必需品和一台用来听“最高指示”的收音机。叶盛章父子安顿好之后分别去上班。金如珍不堪凌辱，投龙潭湖自杀未遂，被市民救起，因此成了“对抗革命，自绝于人民”，被揪回楼区，跪在露台上接受批斗和毒打，还被剃了“阴阳头”。中午，叶盛章下班回家不见妻子，遂让叶钧赶紧回家。父子二人四处寻找，直到黄昏才回家，发现受尽折磨的金如珍已于下午被红卫兵押回家里。当日深夜，一群中学生红卫兵闯入叶家，将叶盛章揪至附近学校批斗，对其拳打脚踢，并强行收走了叶家的收音机。金如珍把家中的戒指、存款和一块刻有叶盛章名字的名贵手表一同交给来人，以免遭受进一步迫害。叶无法回家，金只得每天戴着帽子去给他送饭。29日，戏校通知叶盛章回去上班，批斗这才停止，本就患有肾炎，又遭受连日折磨的叶盛章终于回到家中。30日清晨，叶盛章照常洗漱，吃药，离家去戏校上班，一直到当天晚上都没有回家。
31日清晨，两名铁路职工路过东便门雷震口处（叶盛章上下班的必经之路），发现护城河内有一老者漂在河面，连忙将其捞起，但已经没有了气息，赶紧报警。派出所民警赶往现场，从死者身上翻出了叶盛章的工作证，通知了北京戏校，北京戏校派车前往中国京剧院接叶钧前去认尸。经辨认，死者确实是叶盛章。警方断定，叶的死因为溺水，允许叶钧将遗体领回。叶钧发现其父后脑有一处明显伤痕，虽心存疑虑但也不敢细问，只得将遗体草草火化，并向卧病在床的母亲隐瞒了此事。事后，有小学生在发现尸体处6公里外的陶然亭公园假山捡到了叶盛章30日离家时所携带的部分随身物品并交公，派出所将其转交戏校，并通知叶钧。叶盛章生前随身物品出现在陶然亭公园，说明他生前曾来过此处，但他生前的最后轨迹如何、为何将随身物品留在此处、是否有其他人与他一起，都不得而知。叶的家人一直对他的死因表示怀疑。
文革结束后，北京市文化局为叶盛章恢复名誉，北京市公安局着手调查其死因，但无奈年代久远，现场早已被破坏，只能不了了之，叶盛章之死从此成为悬案。

## 传世作品
叶盛章生前作品保存有音像资料的不多，包括一张唱片和三段演出录音，演出录音均借由1990年代启动的中国京剧音配像精粹工程得以保存：
- 1937年，丽歌唱片，京剧《头本藏珍楼》，饰演徐良（武丑），张崇麟京胡 、叶荫章司鼓[1]；
- 1955年，京剧《打鱼杀家》演出实况录音，饰演大教师（武丑），合作演员马连良、梅兰芳、李和曾、娄振奎、萧盛萱，1997年完成音配像工作，由张春华配像[2]；
- 1960年，京剧《秋江》演出实况录音，饰演艄翁（文丑），合作演员李慧芳，2004年完成音配像工作，由吕昆山配像[3]；
- 1961年，京剧《一两漆》演出实况录音，饰演苟阴阳（文丑），合作演员萧盛萱、高玉倩、茹绍荃、徐玉川，2006年完成音配像工作，由石晓亮配像[4]。